# 밀레트 (오스만 제국)
밀레트(millet, 아랍어: مِلَّة)는 오스만 제국에서 고백 공동체(Confessional community, 무슬림 샤리아, 기독교 교회법)는 자체 법률에 따라 스스로를 통치하도록 허용되었다.
자주 "체계"(system)적이라 언급되긴 하지만, 19세기 이전에는 오스만 제국에서 회고적으로 밀레트라고 불리는 것의 조직이 전혀 체계적이지 않았다. 오히려 그들 자신의 공동체 내에서 상당한 정도의 자율성을 단순히 부여받았다. 제국 내의 다른 종교 공동체에 해당하는 별개의 밀레트의 개념은 18세기가 되어서야 등장했다. 그 후 밀레트 시스템의 존재는 정복자 술탄 메흐메드(r. 1451–81) 시대로 거슬러 올라가는 수많은 기초 신화를 통해 정당화되었지만, 15세기에는 그러한 시스템이 존재하지 않았다는 것이 현재 이해되고 있는 바이다.
19세기 오스만 제국에서 민족주의가 부상하는 동안 탄지마트 개혁(1839~76)의 결과로 이 용어는 다른 국가에서 국가라는 단어를 사용하는 방식과 유사하게 법적으로 보호되는 민족 언어적 소수 집단을 가리키는 데 사용되었다. millet이라는 단어는 아랍어 밀라(ملة)에서 유래했으며 문자 그대로 "국가"를 의미한다. 압둘아지즈 사케디나(Abdulaziz Sachedina)는 밀레트 제도를 전근대적 종교 다원주의의 예로 간주한다. 국가가 종교 식별과 정통의 시행에 대한 통제권을 대가로 여러 다른 종교 집단을 인정했기 때문이다.

## 개념
밀레트 제도는 이슬람 지배 아래 사는 비무슬림 소수민족(dhimmi)의 처우에 관한 이슬람 규칙과 밀접하게 연결되어 있다. 오스만 용어는 구체적으로 소수 민족이 오스만 정부의 거의 간섭 없이 스스로를 다스릴 수 있는 개인법에 관한 별도의 법원을 가리킨다.
사람들은 밀레트 개념에 따라 민족적 기원이 아닌 종교적 소속 (또는 그들의 고백 공동체)에 의해 밀레트에 묶여있었다. (아르메니아의 경우는 제외, 현대까지) 밀레트에 속한 자들은 엄청난 권력을 가지고 있었다. 그들은 그들 자신의 법을 정하고 그들 자신의 세금을 징수하고 분배했다. 필요한 것은 제국에 대한 충성뿐이었다. 한 밀레트의 구성원이 다른 구성원에 대해 범죄를 저질렀을 때 피해 당사자의 법이 적용되었지만 지배 이슬람 다수가 가장 중요했기 때문에 무슬림과 관련된 모든 분쟁은 그들의 샤리아 기반 법에 속했다.
나중에 밀레트의 개념에 대한 인식은 오스만 제국 내에서 민족주의가 부상하면서 19세기에 바뀌었다.

## 같이 보기
- 데브쉬르메
- 지즈야
- 카디
- 무프티